# Elysius melanoplaga
Elysius melanoplaga là một loài bướm đêm thuộc phân họ Arctiinae, họ Erebidae.